# 阿萊克斯·史密夫亞斯
阿萊克斯·史密夫亞斯（英語：Alex Smithies，1990年3月5日—）是一位英格蘭足球運動員。在場上的位置是守門員。已退役，曾效力於英超球隊莱斯特城及女王公园巡游者。他也代表英格蘭各級國青隊參賽。